# The River (Lied)
The River (Englisch für Der Fluss) ist ein englischsprachiger Popsong von Philip Braun, welcher von Davin Herbrüggen interpretiert wurde. Mit dem Lied gewann Herbrüggen am 27. April 2019 die 16. Staffel von Deutschland sucht den Superstar.

## Hintergrund
Am 27. April 2019 fand das Finale der 16. Staffel der Castingshow Deutschland sucht den Superstar, bestehend aus Herbrüggen, Nick Ferretti, Joana Kesenci und Alicia-Awa Beissert, statt. In einer ersten Runde sangen die Interpreten jeweils das Lied eines bekannten Künstlers, während in der darauffolgenden Runde ein für den Kandidaten eigens komponierter Beitrag vorgestellt wurde. Herbrüggen trat jeweils mit der vierten Startnummer an. In der anschließenden Telefonabstimmung konnte er 44,03 Prozent der Stimmen auf sich vereinigen und gewann somit das Finale.

## Inhaltliches
Laut Braun stehe der im Lied erwähnte Fluss für den „Fluss des Lebens“ und wie dieser sich verändere, wenn man einen geliebten Menschen verliert. Er habe den Song für seine Freundin geschrieben, die den Verlust einer nahestehenden Person bewältigen musste. Die Aussage sei, dass das Leben dennoch weiterfließt und der Mensch in diesem Fluss weiterlebe.